# Elma Napier
Elma Napier (nhũ danh Gordon-Cumming; 23 tháng 3 năm 1892 - 12 tháng 11 năm 1973), còn được gọi là Elma Gibbs và bút danh Elizabeth Garner, là một nhà văn và chính trị gia gốc Scotland cuộc sống ở đảo Dominica thuộc Vùng Caribe. Bà đã xuất bản một số tiểu thuyết và hồi ký dựa trên cuộc đời mình, và là người phụ nữ đầu tiên được bầu vào quốc hội ở khu vực Caribe.

## Thơ ấu
Elma Gordon-Cumming sinh ra ở Scotland, là chị cả trong số 5 người con của Sir William Gordon-Cumming, một Trung tá trong Tiểu đoàn 4, Vệ binh Scots (1848, 1919) và vợ ông, Florence Josephine Gordon-Cumming (nhũ danh Garner; 1870-1922), một nữ thừa kế có tài sản riêng sụp đổ trong cuộc hôn nhân. Cha của Elma là một chủ đất, binh lính, nhà thám hiểm và xã hội.
Anh chị em của Elma là:
- Thiếu tá Alexander Penrose, MC, 5 Bt. (1893 - 1939)
- Roualeyn (1895 - 1928)
- Michael Willoughby (1901 - 82)
- Cicely (1904-70)

Elma sau đó đã nhận tên thời con gái của mẹ mình làm bút danh. Danh tiếng của ngườu cha sĩ quan quân đội của bà đã bị hủy hoại ngay trước khi bà sinh ra, trongVụ bê bối Baccarat Hoàng gia. Năm 1891, ông bị buộc tội gian lận trong trò chơi baccarat với Hoàng tử xứ Wales (sau này là Vua Edward VII), Sir William đã kiện vì tội phỉ báng và thua cuộc.
Do vụ bê bối, Gordon-Cumming đã bị đuổi khỏi quân đội ngay sau ngày xét xử. Elma hiểu rằng bà được kỳ vọng sẽ vực dậy gia đình bằng cách bước vào một cuộc hôn nhân tốt. Năm 1912, bà kết hôn với Đại úy Maurice Antony Crutchley Gibbs (1888-1974), một doanh nhân, người có hai con: Ronald và Daphne. Cặp đôi chuyển đến Úc, nơi họ sống 9 năm cho đến khi Elma gặp và yêu một doanh nhân người Anh khác, Lennox Pelham Napier (1891 Ném1940). Elma ly dị, mất quyền nuôi con trong quá trình này. Elma và Lennox kết hôn năm 1924 và có thêm hai đứa con, Patricia và Michael. Cặp đôi vẫn kết hôn cho đến khi Lennox qua đời vào năm 1940.

## Sáng tác
Napier đã viết hai cuốn tiểu thuyết, cả hai đều lấy bối cảnh ở Dominica, được xuất bản vào những năm 1930. Bà đã viết ba cuốn hồi ký, mỗi cuốn bao gồm một giai đoạn khác nhau của cuộc đời bà. Youth is a Blunder viết về tuổi trẻ của bà; Winter Is In Julyảy chủ yếu là về cuộc sống của bà ở Úc. Black and White Sands về cuộc sống của bà ở Dominica, được viết vào năm 1962, nhưng được xuất bản lần đầu tiên vào năm 2009. Bà viết bài định kỳ cho The Manchester Guardian.

## Tác phẩm

### Phi hư cấu
- Nothing So Blue (1927)
- Youth is a Blunder (1948)
- Winter Is In July (1949)
- Black and White Sands (written 1962; first published Papillote Press, 2009, ISBN 978-0-9532224-4-5)
- Carnival in Martinique (1951)

### Tiểu thuyết
- Duet in Discord (1936)
- A Flying Fish Whispered (1938; Peepal Tree Press, 2011, ISBN 978-1-84523-102-6)